# ニコライ・タルイジン
ニコライ・ウラジーミロヴィッチ・タルイジン（Никола́й Влади́мирович Талы́зин 、Nikolai Vladimirovich Talyzin、1929年1月28日 – 1991年1月23日）は、ソビエト連邦の経済学者、官僚、政治家。経済学博士。

## 生涯
モスクワ出身。労働者の家庭に育ち、1944年から1950年まで整備士、技師、建設技師として勤務する。1955年モスクワ電気技術大学を卒業する。1960年ソ連共産党に入党する。
1965年ソ連通信省次官、1970年同省第一次官を経て、1975年ソ連通信大臣に就任する。1980年10月、ソ連閣僚会議副議長（副首相）としてニコライ・チーホノフ首相を補佐した。同時期に経済相互援助会議ソ連常任代表を務める。
1985年ミハイル・ゴルバチョフがソ連共産党書記長に就任すると、タルイジンはニコライ・バイバコフの後を襲い、ゴスプラン議長、第一副首相に任命される。1988年辞任。
1991年1月23日死去（61歳）。ノヴォデーヴィチ修道院の墓地に眠る。

## 関連人物
- レオニード・ブレジネフ